# Chicorro

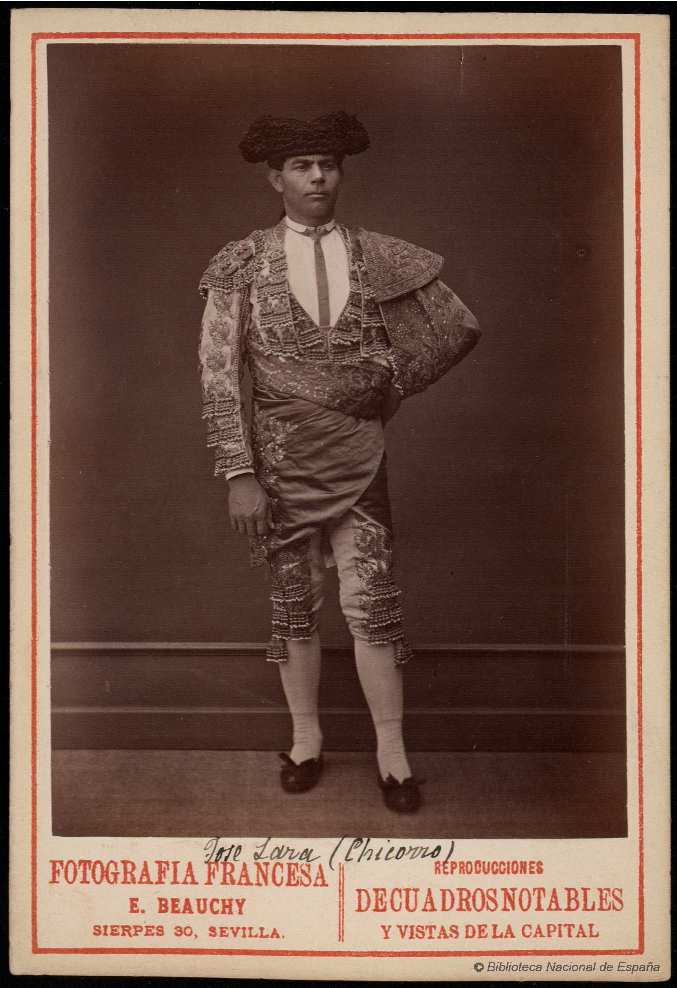
Chicorro in 1889

José Lara Jiménez (bijnaam: Chicorro) (Algeciras, 1839 – Jerez de la Frontera, 1911) was een Spaans torero. In 1868 werd hij officieel geïnstalleerd in Barcelona en op 11 juli 1869 vocht hij zijn eerste gevecht in Madrid. Op 19 oktober 1876 vocht hij samen met Lagartijo en Frascuelo en sneed bij de stier een oor af, wat als trofee wordt gezien.